# Antonio Escohotado
Antonio Escohotado Espinosa, född 5 juli 1941 i Madrid, död 21 november 2021 i Ibiza, var en spansk filosof, advokat, essäist och universitetsprofessor. Han skrev verk om  bland annat juridik, filosofi och sociologi. I Spanien blev han känd för sin hållning mot drogförbud.

## Biografi
Antonio Escohotado tillbringade de första tio åren av sitt liv i Rio de Janeiro i Brasilien, där hans far var pressattaché på den spanska ambassaden. Senare återvände han till Madrid, började studera juridik och filosofi och skrev en avhandling om Hegel, som senare fick titeln La conciencia infeliz. Ensayo sobre la filosofía hegeliana de la religión (Det olyckliga samvetet. Essä om Hegels religionsfilosofi).
1970 lämnade han sitt jobb på Instituto de Crédito Oficial, en spansk offentlig bank, och flyttade till Ibiza, där han arbetade som översättare. 1976 grundade han diskoteket Amnesia där, som senare blev ett av de populäraste diskoteken på ön. 1983 arresterades han av polisen och fängslades för kokaininnehav. I fängelset skrev han sitt viktigaste verk: Historia general de las drogas (Allmän historia av droger). Efter att han släpptes från fängelset arbetade han som professor vid Universidad Nacional de Educación a Distancia. Där undervisade han i juridik, filosofi, sociologi och vetenskaplig metodik.